# Louis Couturat
Louis Couturat (n. 17 ianuarie 1868, Paris, Île-de-France, Franța – d. 3 august 1914, Ris-Orangis, Seine-et-Oise, Franța) a fost un logician, matematician, filozof și lingvist francez.
Este cunoscut în special prin lucrările: Les principes des mathématiques (1905) și Histoire de la langue universelle (1903).
A jucat un rol important în crearea limbii Ido.